# Eritropoetin

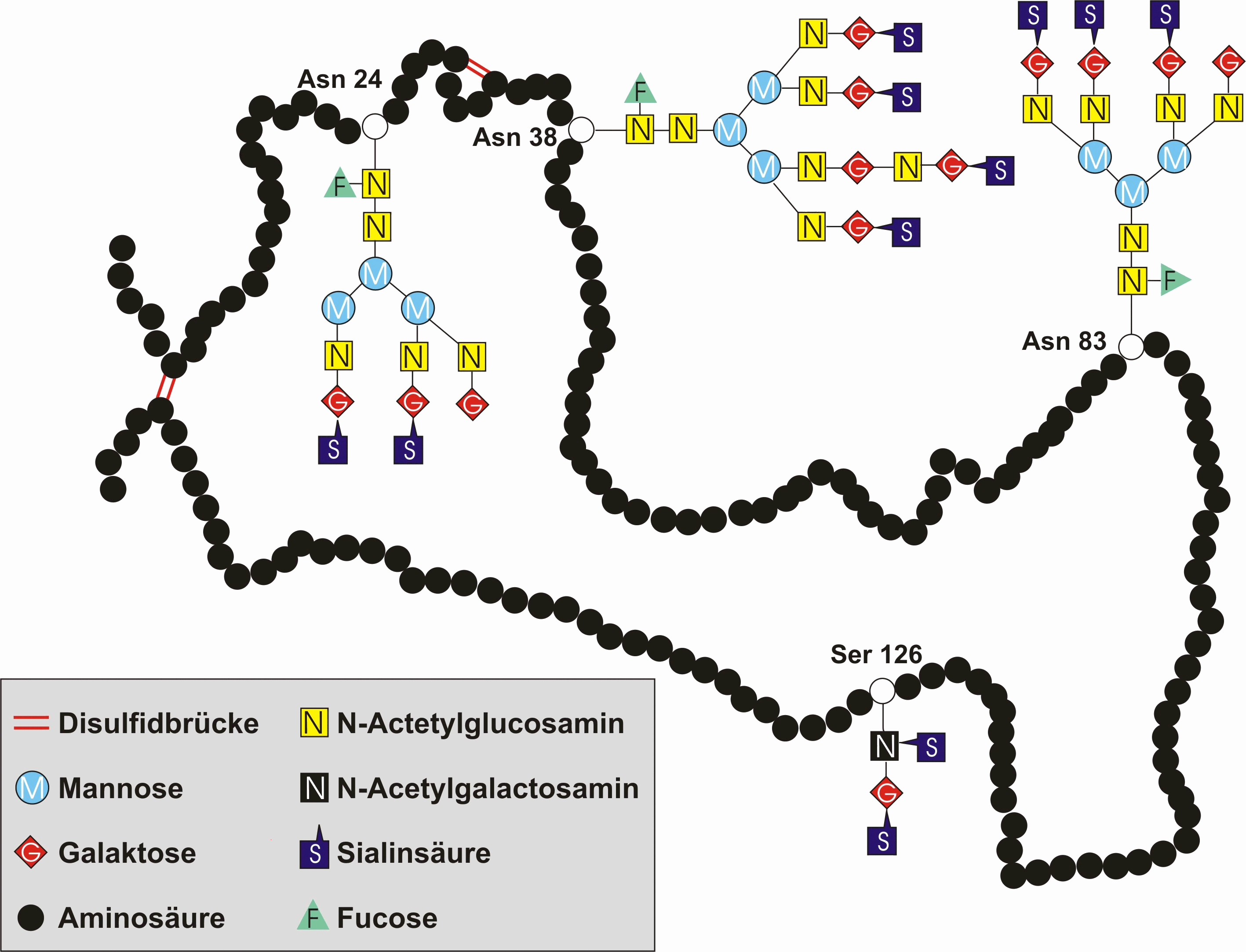
Az eritropoetin-molekula szerkezete

Az eritropoetin (más néven hematopoetin vagy hemopoetin, általánosan használt rövidítéssel EPO) egy hormonhatású glikoprotein, amely elősegíti a vörösvértestek képződését.
Az eritropoetin a vesében termelődik a tubulusok közti erek és a proximális tubulusok mellett elhelyezkedő kötőszövet fibroblasztjaiban. A magzatban a májban is képződik a hepatociták és a szinuszoid erek közötti tér sejtjeiben. Felnőttekben viszont szinte kizárólag a vese termeli. Az emberi eritropoetin molekulatömege 34 kDa.

## Feladata
Az eritropoetin alapvető a vörösvértestek képződésében (az eritropoézisben), nélküle a folyamat megáll. Oxigénszegény környezetben a vese megnövel a hormontermelést, hogy növelje az oxigénszállító vörösvértestek számát. Az eritropoetin egyaránt hat a kolóniaképző egységre (CFU-E), a proertitroblasztra és a bazofil eritroblasztra és elősegíti differenciálódási folyamatukat, amelynek végén eritrociták (vörösvértestek) jönnek létre belőlük. 

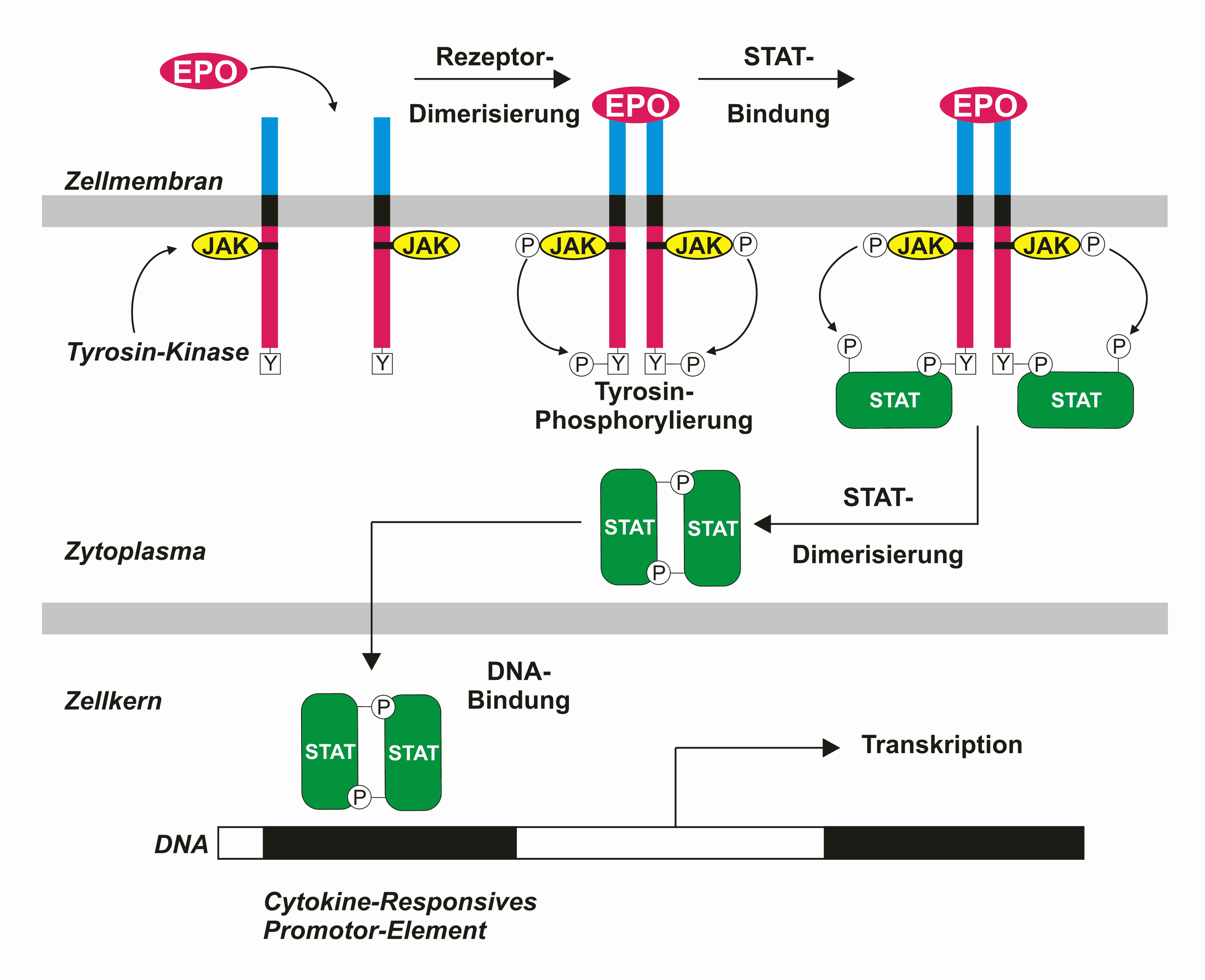
Az eritropoetin hatásmechanizmusa

A csontvelőben található vérképző sejtek kiindulási formái (az őssejtek) a differenciálódásuk során elkezdik termelni az eritropoetin-receptort és innentől kezdve érzékenyek lesznek a hormon hatására. A receptor legnagyobb mennyiségben a kolóniaképző egységen (CFU-E) található meg; de kisebb mértékben a proeritroblasztok és bazofil eritroblasztok is kifejezik. Az érett vörösvértesteken nincs receptor. Miután a eritropoetin bekötött a receptorhoz, az a Janus-kináz 2 (JAK2) közreműködésével aktiválja a szignáltranszdukciós folyamatot, amelynek a végén megindul a vörösvértestképzéshez szükséges gének működése.
A vérképzési folyamatra az eritropoetinen kívül más növekedési hormonok is hatással vannak (bár kisebb mértékben): az interleukin-3, az interleukin-6, a glükokortikoidok és az őssejt-faktorok (SCF).
Egyes feltételezések szerint az eritropoetin az erek összehúzásával növeli a vérnyomást, elősegíti az erek növekedését és az elégtelen vérellátású (ischemiás) szövetekben megvédi a sejteket az apoptózistól. Más vélemények szerint ezekre a hatásokra nincs elegendő bizonyíték, amit az is alátámaszt, hogy ezekben a szövetekben alig található eritropoetin-receptor. Korábbi vizsgálatok a szívben, az izmokban, a vesében és az idegszövetben is találtak eritropoetin-receptorokat, de nemspecifikus hatások kiszűrése után kiderült, hogy a mérések tévesek voltak.

## Termelődése
Normál körülmények között az ertitropoetin koncentrációja igen alacsony a vérben, kb. 10 mU/ml (U=nemzetközi egység). Hipoxia hatására azonban szintje akár ezerszeresre, 10 000 mU/ml-re is fokozódhat. Az eritropoetin felnőttekben elsősorban a vese kéregállományában, a peritubuláris kapillárisok körülötti kötőszöveti sejtekben termelődik; amit kisebb mértékben a máj egészít ki. Az oxigénszinten kívül a vas hozzáférhetősége is befolyásolhatja a hormonképződést.
Az eritropoetin erősen glikozilált fehérje, teljes molekulasúlyának 40%-át teszik ki a szénhidrátláncok. Féléletideje a vérben kb. öt óra. A gyógyszerként használt mesterséges molekulák stabilitása további szénhidrátmolekulák hozzákötésével megnövelhető. 

## Klinikai alkalmazása

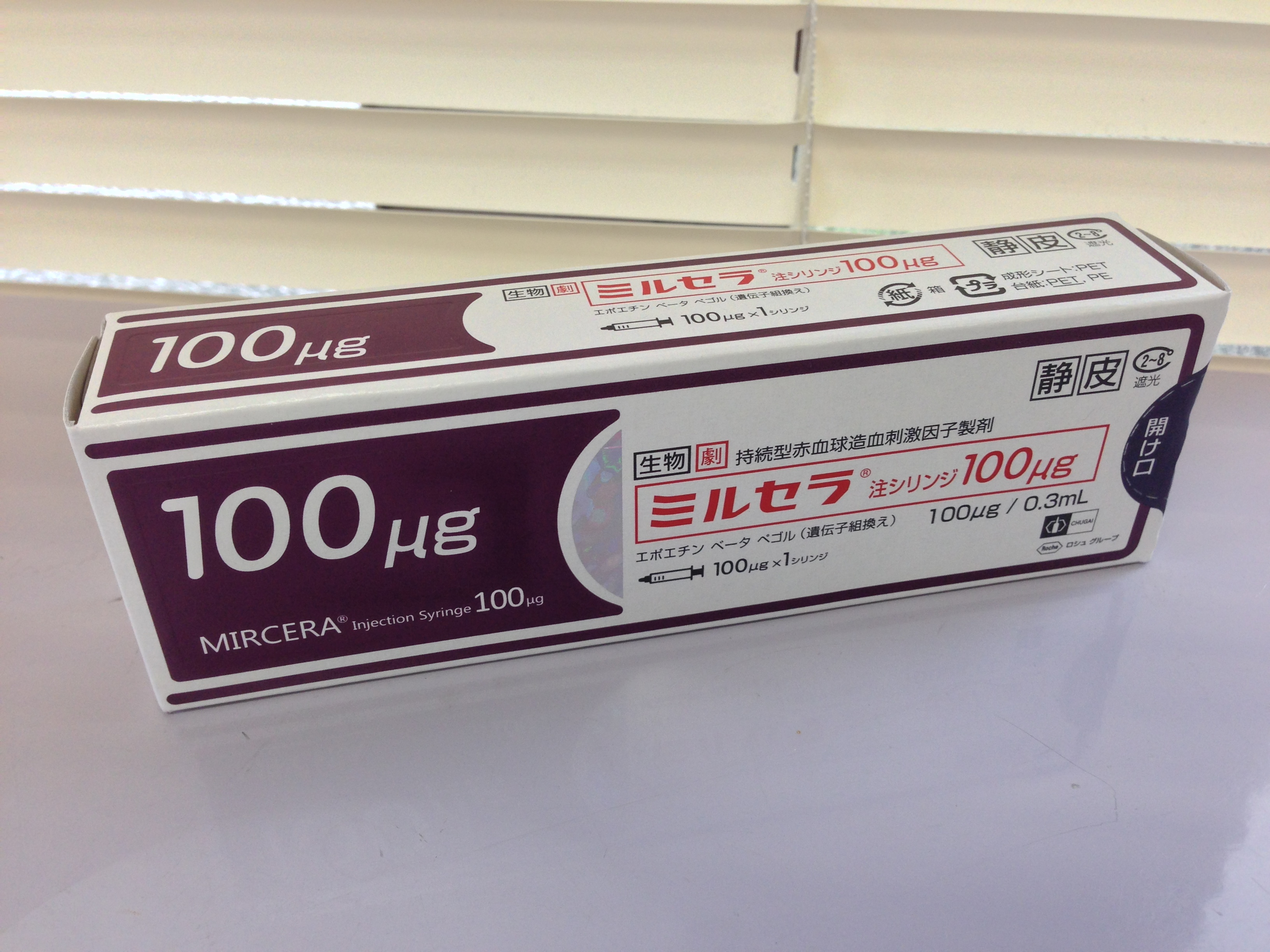
Szintetikus eritropoetin

A genetikailag módosított sejtkultúrákban előállított, különböző módon megváltoztatott eritropoetineket vérképzést elősegítő gyógyszerként forgalmazzák, amelyeket krónikus vesebetegség, kemoterápia, Crohn-betegség vagy más kórképek esetén fellépő vérszegénység kezelésére javasolnak. Ezek a szerek az egészséges emberekben is megnövelik a vörösvértestek számát és a vér oxigénszállító kapacitását, ezért több sportágban (lóverseny, ökölvívás, kerékpározás, hosszútávfutás, biatlon, triatlon stb.) illegális, nehezen kimutatható doppingszerként alkalmazták őket.

## Felfedezése
1905-ben a francia Paul Carnot és Clotilde Deflandre felvetette, hogy a vörösvérsejtek termelését hormonok szabályozzák. Ennek az akkor még ismeretlen anyagnak Eva Bonsdorff és Eeva Jalavisto adta az eritropoetin (a görög erithrosz - vörös és poiein - készít szavakból). A hormont először az amerikai K. R. Reissman és Allan J. Erslev izolálta, nagyobb mennyiségben pedig Goldwasser és Kung állította elő 1968-ban; ennek alapján lehetővé vált aminosavsorrendjének meghatározása és génjének megtalálása. Az 1980-as években piacra került az eritropoetin szintetikus formája, az Epogen.

## Fordítás
- Ez a szócikk részben vagy egészben  az   Erythropoietin című angol Wikipédia-szócikk ezen változatának fordításán alapul.  Az eredeti cikk szerkesztőit annak laptörténete sorolja fel. Ez a jelzés csupán a megfogalmazás eredetét és a szerzői jogokat jelzi, nem szolgál a cikkben szereplő információk forrásmegjelöléseként.